# Cipki
Cipki – dawna część wsi Suche w Polsce, położona w województwie małopolskim, w powiecie tatrzańskim, w gminie Poronin.
Nazwę zniesiono z 2023 r.
Miejscowość leży w odległości 6 km od Zakopanego. Leżała na wysokości 769 m n.p.m., przy ujściu Porońca i Suchego Potoku do Białego Dunajca. W latach 1975–1998 Cipki należały administracyjnie do województwa nowosądeckiego.

## Kontrowersyjna nazwa
Nazwa Cipki kojarzyła się z wulgarnym określeniem na żeńskie narządy rozrodcze, w związku z czym padała ofiarą drwin. Nazwa ta zniknęła z map na wniosek mieszkańców, którym przeszkadzali przyjeżdżający turyści.
W rzeczywistości nazwa wzięła się od koronkarstwa lub od nazwiska, podobnie jak inne podhalańskie osiedla.